# Bahnstrecke Čížkovice–Obrnice
| |                      |                                                               |                                                          |
| Kursbuchstrecke (SŽ): | 113                  |                                                               |                                                          |
| Streckenlänge: | 36,884 km            |                                                               |                                                          |
| Spurweite: | 1435 mm (Normalspur) |                                                               |                                                          |
| Streckenklasse: | B2                   |                                                               |                                                          |
| Maximale Neigung: | 24,1 ‰               |                                                               |                                                          |
| Minimaler Radius: | 180 m                |                                                               |                                                          |
| Streckengeschwindigkeit: | 100 km/h             |                                                               |                                                          |
| |                      |                                                               |                                                          |
| \| \| \| von Lovosice (vorm. StEG) \| \| \| \| -0,021 \| Čížkovice früher Tschischkowitz \| 175 m \| \| \| \| nach Libochovice (vorm. StEG) \| \| \| \| 0,367 \| Infrastrukturgrenze SŽDC / AŽD Praha \| Infrastrukturgrenze SŽDC / AŽD Praha \| \| \| 3,483 \| Třebenice früher Trebnitz \| 220 m \| \| \| 5,048 \| Třebenice město früher Trebnitz Stadt \| 240 m \| \| \| 7,879 \| Dlažkovice früher Dlaschkowitz \| 280 m \| \| \| 8,776 \| Podsedice früher Podseditz \| 280 m \| \| \| 13,077 \| Třebívlice früher Triblitz \| 255 m \| \| \| 15,325 \| Semeč \| 280 m \| \| \| 18,282 \| Hnojnice früher Schiedowitz-Noinitz \| 295 m \| \| \| 21,269 \| Libčeves früher Liebshausen \| 300 m \| \| \| 24,129 \| Sinutec früher Sinutz \| 310 m \| \| \| \| Silnice I/28 \| \| \| \| 25,913 \| Odolice früher Wodolitz (bis 1981, Wiederinbetriebnahme 2024) \| 314,6 m \| \| \| 27,023 \| Bělušice früher Bieloschitz \| 310 m \| \| \| 28,913 \| Skršín früher Skirschinn \| 290 m \| \| \| 34,260 \| Sedlec u Obrnic früher Sedlitz (bei Obernitz) \| 225 m \| \| \| \| Srpina \| \| \| \| \| Silnice I/15 \| \| \| \| 36,259 \| Infrastrukturgrenze AŽD Praha / SŽDC \| Infrastrukturgrenze AŽD Praha / SŽDC \| \| \| \| von Praha-Smichov (vorm. PDE) und von Plzeň (vorm. EPPK) \| \| \| \| 36,863 \| Obrnice früher Obernitz \| 210 m \| \| \| \| nach odb. České Zlatníky (vorm. EPPK) \| \| \| \| \| nach Most (vorm. PDE) \| \| \| \| \| \| \| \| Quellen: [1][2] \| \| \| \| |                      |                                                               |                                                          |
| Strecke |                      | von Lovosice (vorm. StEG)                                     | von Lovosice (vorm. StEG)                                |
| Bahnhof | -0,021               | Čížkovice früher Tschischkowitz                               | 175 m                                                    |
| Abzweig geradeaus und nach links |                      | nach Libochovice (vorm. StEG)                                 | nach Libochovice (vorm. StEG)                            |
| Wechsel des Eisenbahninfrastrukturunternehmens | 0,367                | Infrastrukturgrenze SŽDC / AŽD Praha                          | Infrastrukturgrenze SŽDC / AŽD Praha                     |
| Bahnhof | 3,483                | Třebenice früher Trebnitz                                     | 220 m                                                    |
| Haltepunkt / Haltestelle | 5,048                | Třebenice město früher Trebnitz Stadt                         | 240 m                                                    |
| Haltepunkt / Haltestelle | 7,879                | Dlažkovice früher Dlaschkowitz                                | 280 m                                                    |
| Haltepunkt / Haltestelle | 8,776                | Podsedice früher Podseditz                                    | 280 m                                                    |
| Bahnhof | 13,077               | Třebívlice früher Triblitz                                    | 255 m                                                    |
| Haltepunkt / Haltestelle | 15,325               | Semeč                                                         | 280 m                                                    |
| Haltepunkt / Haltestelle | 18,282               | Hnojnice früher Schiedowitz-Noinitz                           | 295 m                                                    |
| Bahnhof | 21,269               | Libčeves früher Liebshausen                                   | 300 m                                                    |
| Haltepunkt / Haltestelle | 24,129               | Sinutec früher Sinutz                                         | 310 m                                                    |
| Strecke mit Straßenbrücke |                      | Silnice I/28                                                  | Silnice I/28                                             |
| Bahnhof | 25,913               | Odolice früher Wodolitz (bis 1981, Wiederinbetriebnahme 2024) | 314,6 m                                                  |
| Haltepunkt / Haltestelle | 27,023               | Bělušice früher Bieloschitz                                   | 310 m                                                    |
| Haltepunkt / Haltestelle | 28,913               | Skršín früher Skirschinn                                      | 290 m                                                    |
| Haltepunkt / Haltestelle | 34,260               | Sedlec u Obrnic früher Sedlitz (bei Obernitz)                 | 225 m                                                    |
| Brücke |                      | Srpina                                                        | Srpina                                                   |
| Strecke mit Straßenbrücke |                      | Silnice I/15                                                  | Silnice I/15                                             |
| Wechsel des Eisenbahninfrastrukturunternehmens | 36,259               | Infrastrukturgrenze AŽD Praha / SŽDC                          | Infrastrukturgrenze AŽD Praha / SŽDC                     |
| Abzweig geradeaus und von links |                      | von Praha-Smichov (vorm. PDE) und von Plzeň (vorm. EPPK)      | von Praha-Smichov (vorm. PDE) und von Plzeň (vorm. EPPK) |
| Bahnhof | 36,863               | Obrnice früher Obernitz                                       | 210 m                                                    |
| Abzweig geradeaus und nach rechts |                      | nach odb. České Zlatníky (vorm. EPPK)                         | nach odb. České Zlatníky (vorm. EPPK)                    |
| Strecke |                      | nach Most (vorm. PDE)                                         | nach Most (vorm. PDE)                                    |
| |                      |                                                               |                                                          |
| Quellen: |                      |                                                               |                                                          |

Die Bahnstrecke Čížkovice–Obrnice ist eine Eisenbahnverbindung in Tschechien, die ursprünglich durch die Brüx-Lobositzer Verbindungsbahn (tschech.: Mostecko-Lovosická spojovací dráha) als landesgarantierte Lokalbahn erbaut wurde. Sie verläuft in Nordböhmen von Čížkovice (Tschischkowitz) über Třebenice nach Obrnice (Obernitz). Von 2007 bis 2019 war der planmäßige Reisezugverkehr eingestellt.
Im deutschböhmischen Volksmund war die Strecke früher als Zwetschkenbahn oder Powidlbahn bekannt. Seit 2008 wurde das tschechische Äquivalent Švestková dráha als Markenname für das touristische Fahrtenangebot an Wochenenden und Feiertagen genutzt.
Nach einem Erlass der tschechischen Regierung ist die Strecke seit dem 20. Dezember 1995 als regionale Bahn („regionální dráha“) klassifiziert.

## Geschichte

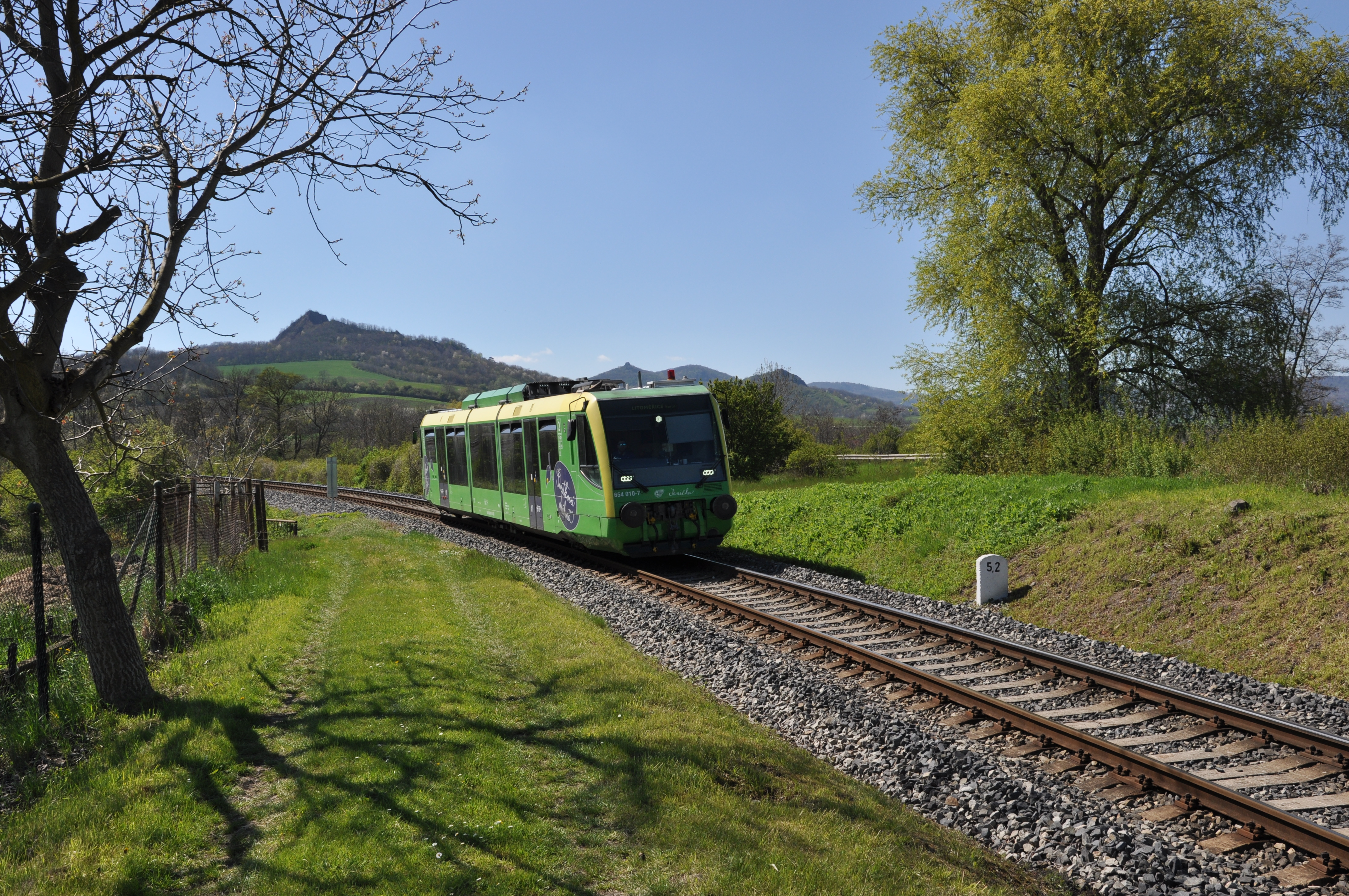
Zug der Linie U10 bei Třebenice (2023)

Die Konzession „zum Baue und Betriebe einer als normalspurige Localbahn auszuführenden Locomotiveisenbahn von der Station Sedlitz der Staatsbahnlinie Pilsen–Dux zur Station Čížkovitz der Lokalbahn Lobositz–Libochwitz der privilegirten österreichisch-ungarischen Staatseisenbahngesellschaft“ erhielten Leopold Graf von Hohenstein, Gutsbesitzer in Stephan, im Vereine mit Alois Bauer, Reichsratsabgeordneter und Gutsbesitzer in Podeseditz, Albin Victor Tschinkel, Advocat in Teplitz und Victor Noback, Bauunternehmer in Prag am 29. Jänner 1897. Teil der Konzession war die Verpflichtung, den Bau der Strecke sofort zu beginnen und binnen ein und einem halben Jahre fertigzustellen. Die Konzessionsdauer war auf 90 Jahre festgesetzt.

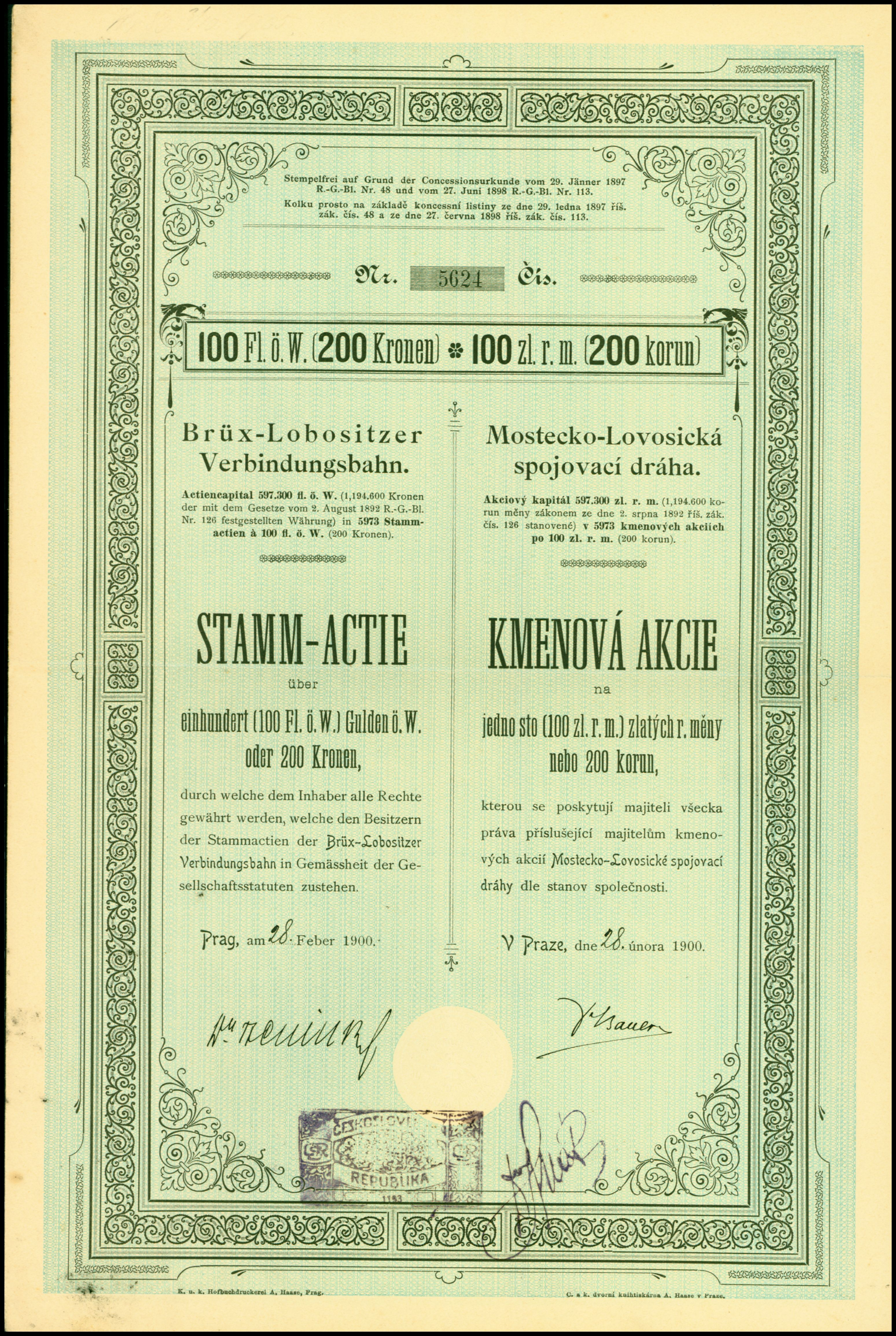
Aktie der Brüx-Lobositzer-Verbindungsbahn von 1900

Das Königreich Böhmen finanzierte 70 Prozent der Baukosten von insgesamt 4.248.000 Kronen als nicht rückzahlbaren Zuschuss, den Rest von 1.194.600 Kronen übernahmen private Investoren. Das Kapital der am 28. Februar 1900 gegründeten Aktiengesellschaft der Brüx-Lobositzer Verbindungsbahn betrug 1.274.600 Kronen in 5973 Stammaktien zu 200 Kronen und 400 Prioritätsaktien zu 200 Gulden. An der Aktiengesellschaft war das Königreich Böhmen mit 400 Stammaktien im Wert von 80.000 Kronen beteiligt. Sitz der Gesellschaft war Prag.
Im Widerspruch zu den Konzessionsbestimmungen verzichtete man in Sedlitz auf den Bau einer Anschlussstation, stattdessen führte man die Strecke weiter bis in den Bahnhof Obernitz. Am 19. Dezember 1898 wurde die Strecke eröffnet. Den Betrieb führten die k.k. Staatsbahnen (kkStB) für Rechnung der Eigentümer.
Im Jahr 1912 wies der Fahrplan der Lokalbahn drei gemischte Zugpaare 2. und 3. Klasse aus, die jeweils bis Brüx ATE durchgebunden waren. Einer der Züge verkehrte im Durchlauf von und nach Lobositz, alle anderen hatten in Tschischkowitz Anschluss an die Züge der Strecke Lobositz–Libochowitz. Sie benötigten für die 40 Kilometer von Tschischkowitz bis Brüx etwas mehr als zwei Stunden.

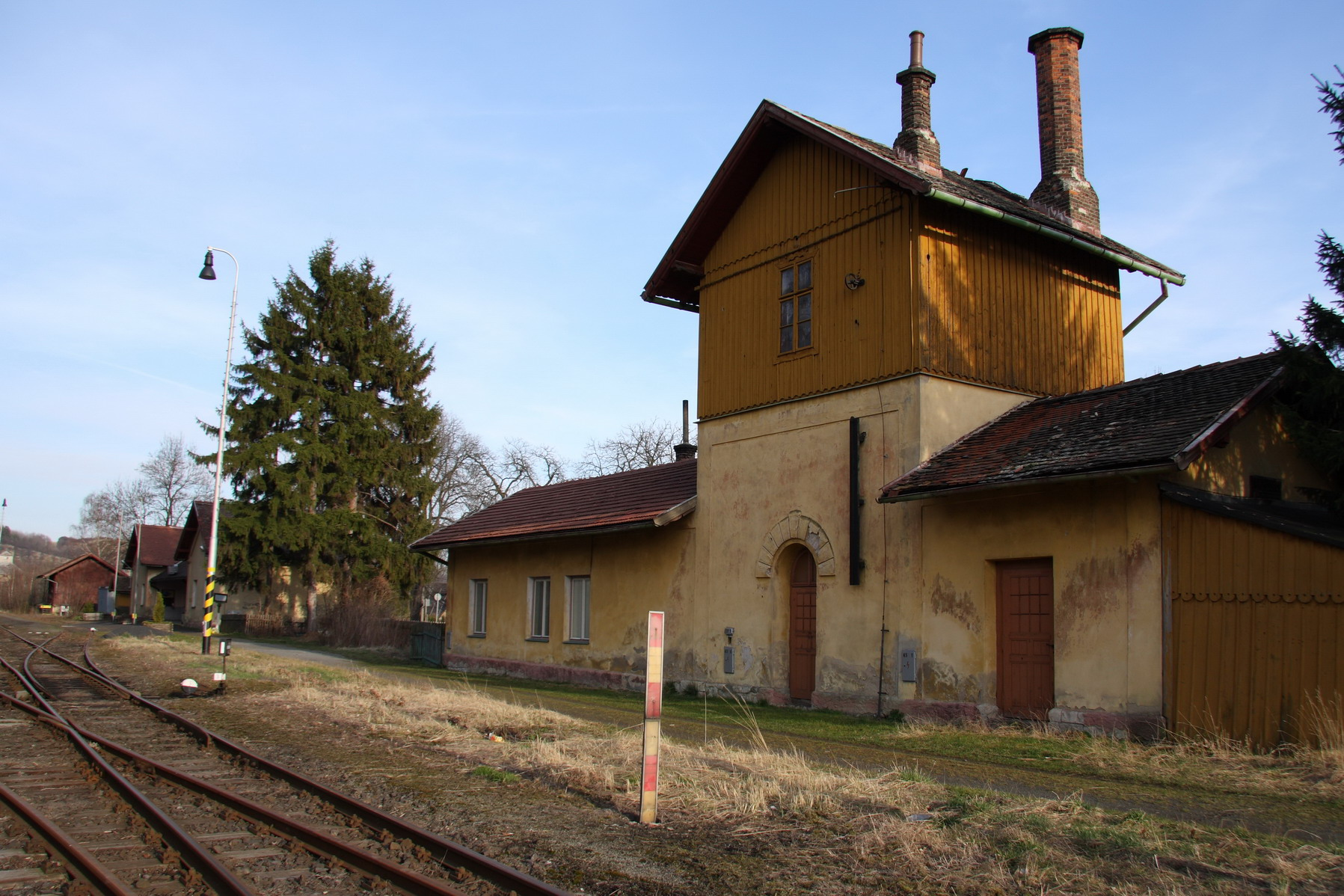
Bahnhof Třebívlice mit ehemaliger Wasserstation zur Versorgung der Dampflokomotiven (2008)

Nach dem Ersten Weltkrieg traten an Stelle der kkStB die neu gegründeten Tschechoslowakischen Staatsbahnen (ČSD). Am 1. Januar 1925 wurde die Brüx-Lobositzer Verbindungsbahn per Gesetz verstaatlicht und die Strecke wurde ins Netz der ČSD integriert.
Anfang der 1930er Jahre ermöglichte der Einsatz moderner Motorzüge einerseits eine Verdichtung des Fahrplanes, als auch eine deutliche Fahrzeitverkürzung. Der Winterfahrplan 1937/38 verzeichnete vier durchgehende Reisezugpaare zwischen Lobositz und Obernitz, ergänzt durch weitere Verbindungen auf Teilstrecken. Die kürzeste Reisezeit zwischen Lobositz und Obernitz lag nun bei einer Stunde und 24 Minuten.
Nach der Angliederung des Sudetenlandes an Deutschland zum 1. Oktober 1938 durchschnitt die neue Staatsgrenze die Strecke mehrfach. Während Anfangs- und Endpunkt nunmehr im Deutschen Reich lagen, verblieben die Gemeinden Třebenice/Trebnitz, Třebívlice/Trziblitz und Semeč/Semtsch und die dortigen Betriebsstellen auf dem Staatsgebiet der Tschechoslowakei. Da keine direkte Anbindung an weitere in der Tschechoslowakei verbliebene Strecken bestand, kam die Strecke zur Gänze zur Deutschen Reichsbahn, Reichsbahndirektion Dresden. Mit vier Reisezugpaaren wurde der Verkehr zwischen Schiedowitz und Obernitz wieder aufgenommen, ein Betrieb über tschechoslowakisches Territorium von und nach Lobositz war zunächst nicht möglich. Im Reichskursbuch vom Sommer 1939 war die Verbindung als Kursbuchstrecke 140u Obernitz–Schiedowitz u Tschischkowitz–Lobositz enthalten.
Erst nach der Besetzung der sogenannten „Rest-Tschechei“ und der Bildung des Protektorats Böhmen und Mähren im März 1939 wurde der durchgehende Verkehr über die Grenze wieder aufgenommen. Die Grenzbahnhöfe zum Protektorat waren Tschischkowitz, Podseditz und Liebshausen, wo die Passkontrollen stattfanden. Im Sommerfahrplan 1941 verkehrten vier Personenzugpaare in der Relation Lobositz–Obernitz, zwei weitere zwischen Lobositz und Triblitz bzw. Podseditz. Der Einsatz der Motorwagen wurde wegen Kraftstoffmangels im Zweiten Weltkrieg eingeschränkt und später ganz eingestellt. Gegen Kriegsende war die Strecke zunehmend eine Alternativroute für die durch Luftangriffe beschädigten Hauptstrecken. So wurden unter anderem Lazarettzüge über die Strecke geleitet.
Nach dem Ende des Zweiten Weltkrieges am 9. Mai 1945 kam die Strecke wieder vollständig zu den ČSD, die den Verkehr mit vier durchlaufenden Reisezugpaaren wieder aufnahm. Eine Zäsur war die Ausweisung der deutschsprachigen Bevölkerung des Bahngebietes in den Jahren 1945 und 1946. Schon 1947 wurden alle Reisezüge wieder mit Motorwagen geführt. Sukzessive wurde der Fahrplan in den folgenden Jahren wieder auf das Vorkriegsniveau und darüber hinaus verdichtet. Ab Mitte der 1950er Jahre fuhren acht Reisezugpaare über die Gesamtstrecke. Bedeutendste Leistung im Güterverkehr war ab den 1960er Jahren ein Ganzzug von Most nach Lovosice zur Belieferung der dortigen Chemiefabrik (heute: Lovochemie) mit Ammoniak.
Im Jahr 1982 unterbrach ein Erdrutsch die Strecke zwischen Třebenice město und Dlažkovice, ein Ereignis, das den Fortbestand der Strecke erstmals ernsthaft in Frage stellte. Die Reisezüge wurden auf diesem Abschnitt fortan im Schienenersatzverkehr geführt. Erst 1987 ließ die ČSD den Abschnitt instand setzen und nahm den durchgehenden Eisenbahnverkehr wieder auf.
Am 1. Januar 1993 ging die Strecke infolge der Auflösung der Tschechoslowakei an die neu gegründete tschechische Staatsbahngesellschaft České dráhy (ČD) über. Seit 2003 gehörte sie zum Netz des staatlichen Infrastrukturbetreibers Správa železniční dopravní cesty (SŽDC).
Zum Fahrplanwechsel am 9. Dezember 2007 wurde der Reisezugverkehr durch den verantwortlichen Ústecký kraj abbestellt. Als Grund für die Einstellung wurde vor allem die geringe Auslastung der Züge genannt. Der letzte Fahrplan 2007 verzeichnete sechs Reisezugpaare an Werktagen, die in einem angenäherten Zweistundentakt verkehrten. Güterverkehr fand schon seit einigen Jahren nicht mehr statt.

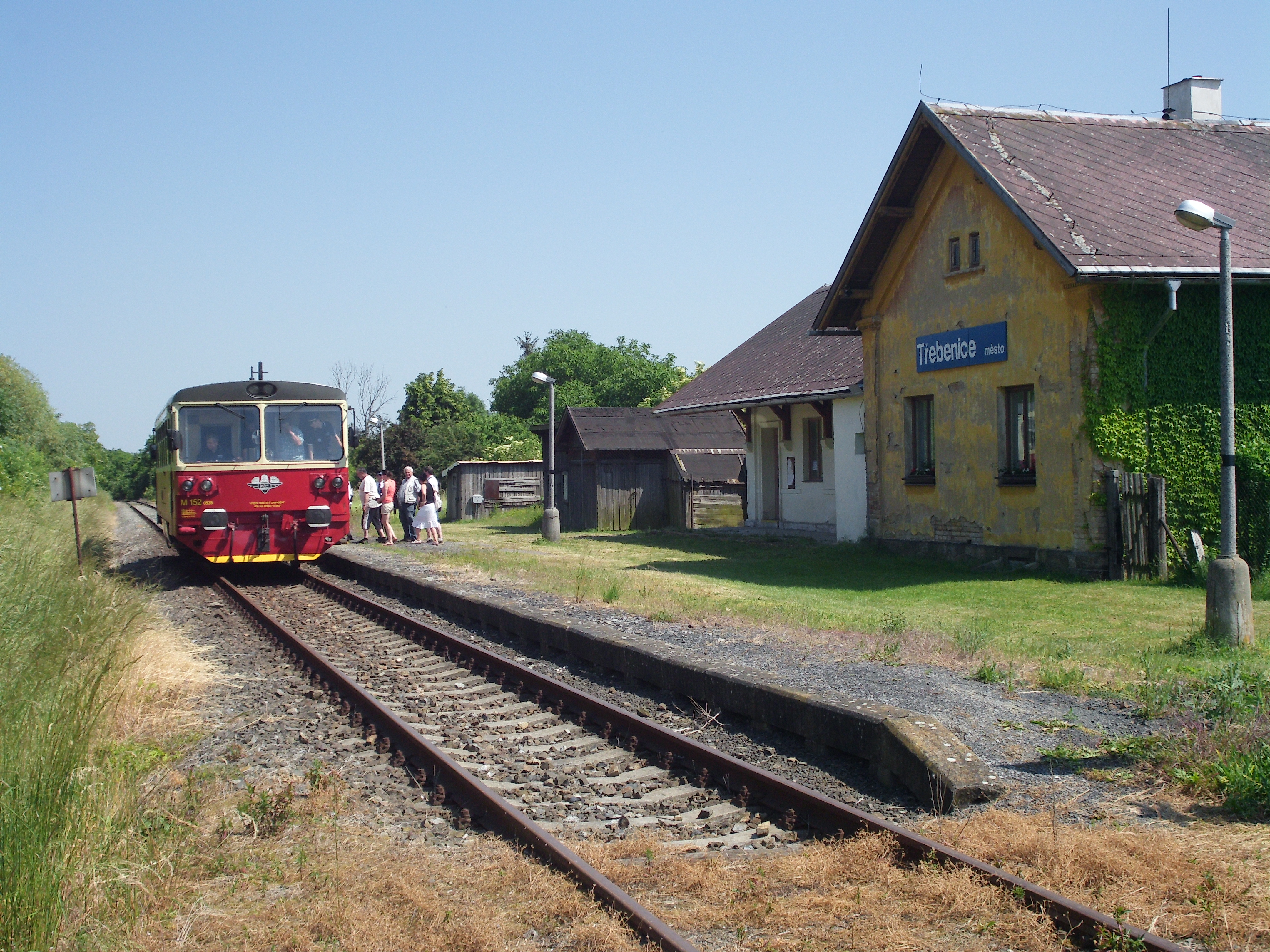
Reisezug in Třebenice město (2015)

Am 9. Januar 2008 fuhr versuchsweise ein aus 28 leeren Kesselwagen für Ammoniak und Harnstoff sowie zwei Lokomotiven gebildeter, 400 Meter langer Güterzug des privaten Eisenbahnverkehrsunternehmens Unipetrol doprava. Seit dem 13. Januar 2008 sind die Züge im Fahrplan enthalten, sie verkehren bedarfsweise ein- bis zweimal im Monat in der Verkehrsrichtung Lovosice–Most.
Auf Initiative der Anliegergemeinden wurde die Strecke ab dem 26. März 2008 wieder mit zwei Reisezugpaaren an den Wochenenden befahren. Dieses auf das Sommerhalbjahr beschränkte Zugangebot wurde fortan als „Švestková dráha“ beworben. Beauftragtes Eisenbahnverkehrsunternehmen für diese Fahrten waren zunächst die Jindřichohradecké místní dráhy (JHMD) und ab 2014 Railway Capital (RC). Zum Einsatz kamen Triebwagen älterer Bauarten, die nicht mehr im Regelverkehr anzutreffen waren. Seit dem Jahresfahrplan 2016 war die Verbindung als saisonale touristische Linie T4 „Středohorský motoráček“ in den Regiotakt Ústecký kraj integriert.
Im Oktober 2010 gab das tschechische Verkehrsministerium die beabsichtigte Stilllegung der Strecke im Dezember 2010 bekannt, was nicht umgesetzt wurde. Im November 2014 wurde die Strecke von SŽDC für 132.265.270 Kč zum Verkauf ausgeschrieben. Im Jahr 2016 ging sie für lediglich 5,7 Millionen Kč in das Eigentum von AŽD Praha über. Der tschechische Hersteller für Eisenbahnsicherungstechnik wollte die Strecke insbesondere als Erprobungsstrecke zur Entwicklung fahrerloser Züge nutzen. Im Ergebnis der Streckenübernahme wurden auch die Züge der touristischen Linie T4 seit 2017 von AŽD selbst gefahren.

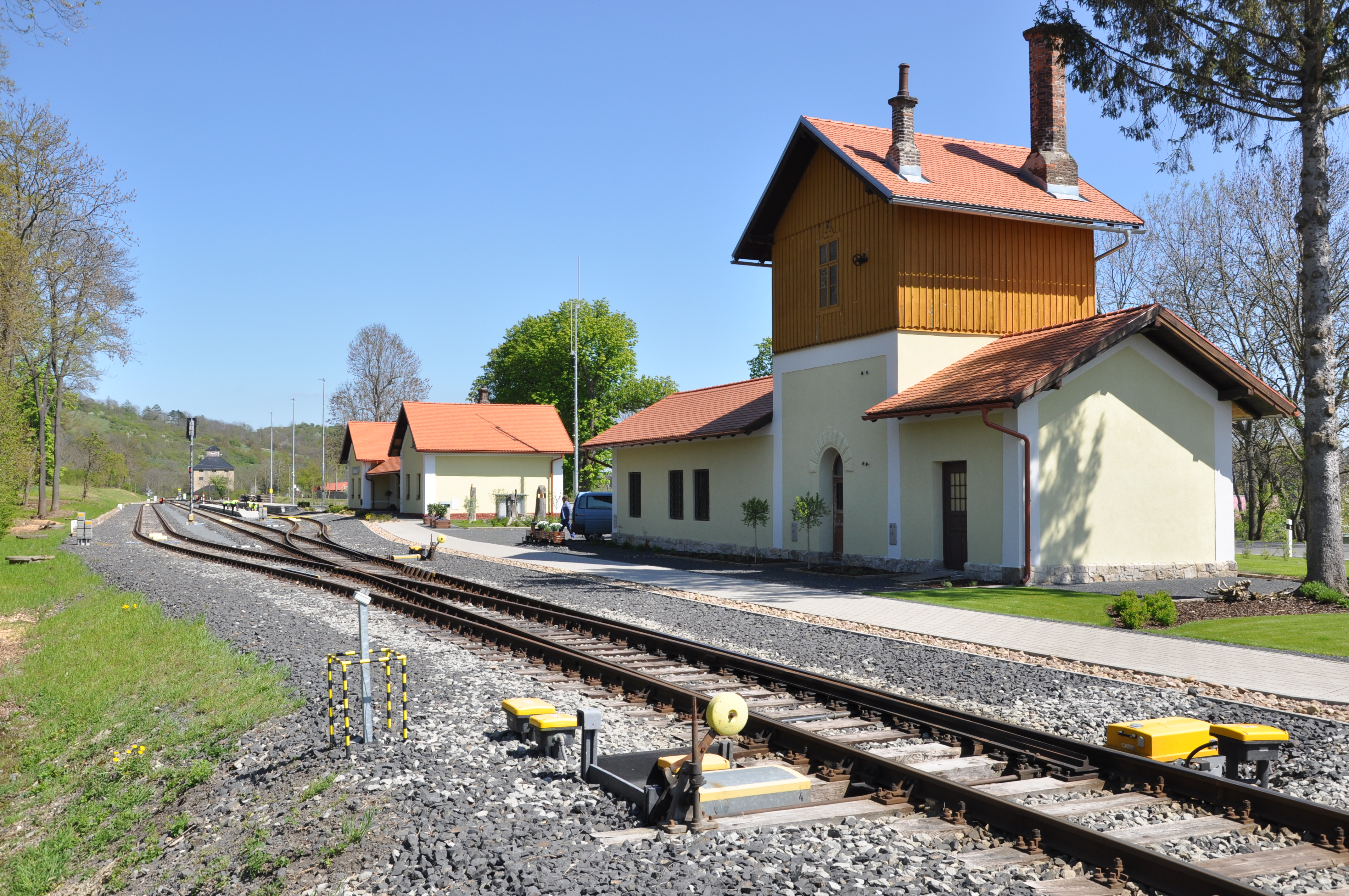
Der vollständig erneuerte Bahnhof Třebívlice wurde 2017 als „Schönster Bahnhof in Tschechien“ prämiert (2023)

Seit der Übernahme arbeitete AŽD an der vollständigen Erneuerung der Infrastruktur. Neben der Erneuerung von Gleisen und Anlagen wurden auch die Hochbauten instand gesetzt. Die Bahnhöfe erhielten moderne Sicherungstechnik mit Lichtsignalen, die Wegübergänge wurden mit Blinklichtanlagen ausgerüstet. Der instandgesetzte Bahnhof Třebívlice wurde im Oktober 2017 als Zweitplatzierter mit dem Prädikat „Schönster Bahnhof des Jahres 2017“ (Nejkrásnější nádraží roku 2017) ausgezeichnet. Der Zweck des Erwerbs der Strecke war die Erprobung und Demonstration der eigenen Signal- und Zugbeeinflussungstechnik. Deshalb wurde die Strecke komplett für das aktuelle ETCS Level 2 nach Baseline 3 ausgerüstet.
Nach Abschluss der Modernisierungsarbeiten strebte AŽD die Wiedereinführung eines regelmäßigen Schienenpersonennahverkehrs an, was vom Ústecký kraj als Aufgabenträger für den öffentlichen Nahverkehr unterstützt wurde.
Im September 2018 wurde AŽD mit der Erbringung der Verkehrsleistungen für die Linie Litoměřice–Most ab Fahrplanwechsel im Dezember 2019 im Rahmen einer Direktvergabe beauftragt. Die Vereinbarung hat eine Laufzeit von zehn Jahren und sieht jährlich 510.000 Zugkilometer zum Preis von 108,50 Kronen je Kilometer vor. Vorgesehen ist ein autonomer, „fahrerloser“ Betrieb der Züge ohne Steuerung durch einen Triebfahrzeugführer.
Im Dezember 2019 gab AŽD den Abschluss der Modernisierungsarbeiten an der Strecke bekannt. Insgesamt wurden 100 Millionen Kronen in die Modernisierung investiert. Die Höchstgeschwindigkeit beträgt auf vier Abschnitten 100 km/h. Darüber hinaus dient die Strecke nun als Referenz für verschiedene Produkte von AŽD. Die Strecke wurde mit elektronischen Stellwerken des Typs StationSWing ESA-44, ETCS-Zentralen TrainSWing RBA-10 und GSM-R ausgerüstet. Weiterhin wurden verschiedene neuartige Bahnübergangssysteme sowie Lichtsignalsysteme errichtet. Gesteuert wird die Strecke vom regionalen Kontrollzentrum in Lovosice. In den speziell für die Strecke erworbenen Zügen Regiosprinter werden neben Satellitenortungstechnik auch ein System getestet, dass über die Erfassung der Fahrgeräusche der Radsätze Schienenbrüche erkennen kann. Der Test fahrerloser, automatisierter Züge (ATO) soll ab 2020 auch auf dieser Strecke erfolgen; zusätzlich zur Strecke Kopidlno–Dolní Bousov. Es sollen weitere Ausrüstungsarbeiten für ETCS Level 1 erfolgen.
Am 15. Dezember 2019 wurde der planmäßige Personenverkehr durch AŽD wieder aufgenommen. Die planmäßige Fahrzeit für Reisezüge von Lovosice nach Most beträgt etwas über 50 Minuten, Überlandbusse benötigen für diese Relation etwa 80 Minuten. Personenzüge der Linie U10 verkehren täglich im Zweistundentakt in der Relation Litoměřice horni nádraži–Most, wobei ein Teil der Unterwegsstationen zwischen Třebívlice und Most nicht bedient wird. Die Zugkreuzungen erfolgen in Třebívlice zur üblichen Symmetrieminute. Zwischen Litoměřice horni nádraži und Třebívlice verkehren werktags weitere Züge, die das Angebot dort zum Einstundentakt verdichten. Ein zusätzlicher Reiseverkehr für Ausflügler als Linie T4 wird seit 2020 nicht mehr angeboten.
Zur Kapazitätssteigerung wurde während einer Streckensperrung vom 2. bis 16. Mai 2024 der 1981 geschlossene Bahnhof Odolice als Ausweichstelle („Výhybna“) wieder eingerichtet. Das Ausweichgleis ermöglicht die Kreuzung von 300 Meter langen Zügen und dient insbesondere dem Güterverkehr.

## Streckenbeschreibung

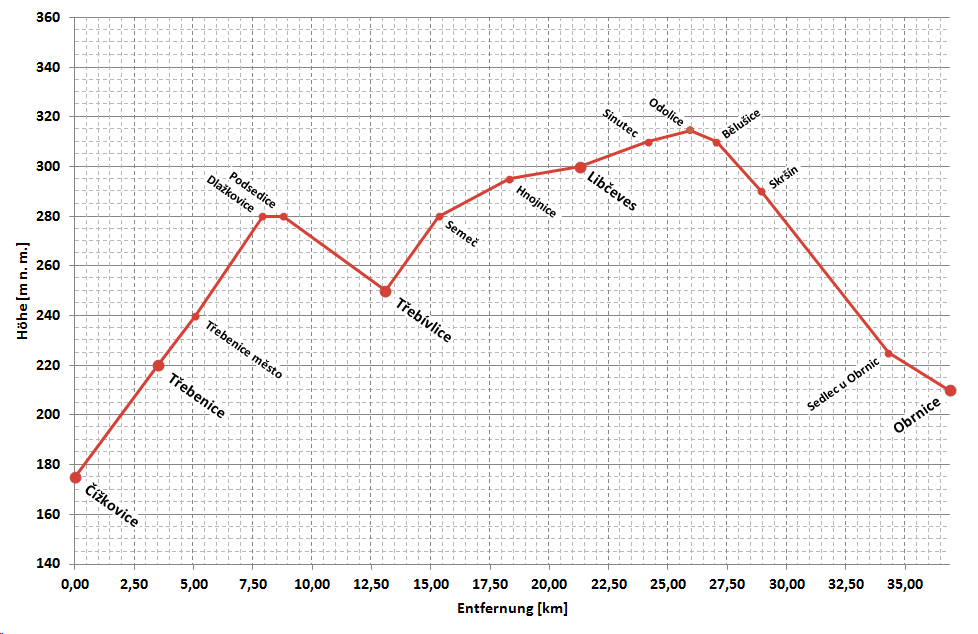
Höhenprofil

Die Strecke beginnt im Bahnhof Čížkovice an der Bahnstrecke Lovosice–Libochovice und führt an der Südabdachung des Böhmischen Mittelgebirges westwärts. Die nach Süden auslaufenden Höhenzüge des Gebirges umgeht die Strecke dabei in zum Teil weit ausholenden Schleifen. Erst westlich von Libčeves durchschneidet die Strecke in einer breiten Talwanne das Gebirge selbst, um dann abfallend am Zaječicky potok die Bahnstrecke Praha–Most zu erreichen. Parallel zur Hauptbahn führt das Gleis dann bis Obrnice.

## Fahrzeugeinsatz

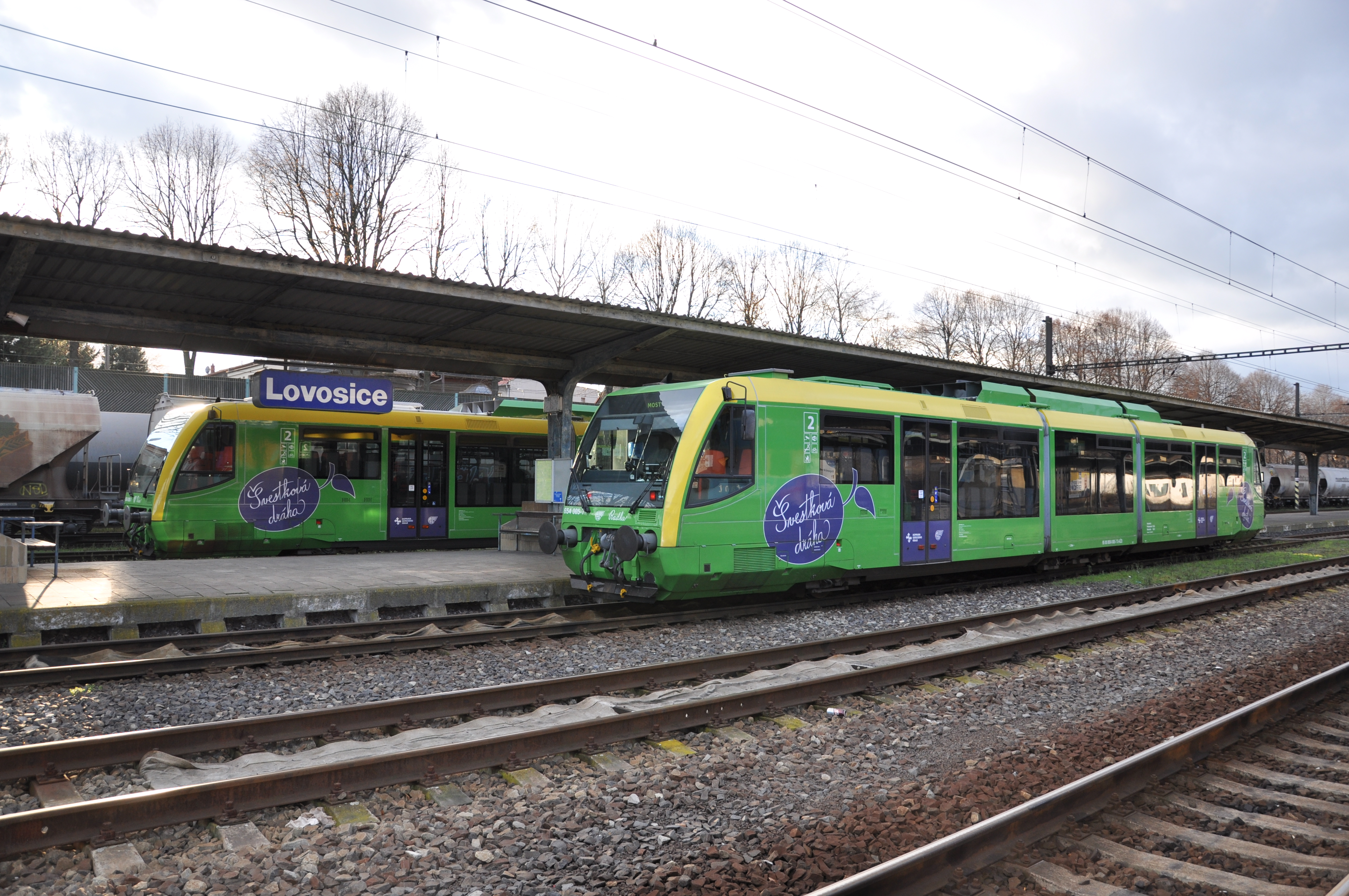
Regiosprinter von AŽD Praha in Lovosice (2019)

Für Rechnung der Eigentümer beschafften die kkStB je zwei Lokomotiven der Reihen 97 und 178. Sie trugen die Nummern 97.133–134 und 178.54–55.
Die ČSD setzten ab 1933 Turmtriebwagen der Reihe M 130.2 ein, die in den 1950er Jahren durch die Reihe M 131.1 abgelöst wurden. Vor Güterzügen fuhren die Reihen 344.4, 434.0 und 434.2 der Lokomotivdepots Lovosice, Most und Česká Lípa. Ab Ende der 1970er Jahre wurden Reisezüge ausschließlich mit den Triebwagen der ČSD-Baureihe M 152.0 (ČD 810) und Güterzüge mit den Diesellokomotiven der ČSD-Baureihe T 466.2 (ČD 742) geführt.
Für die touristischen Verkehre „Švestková dráha“ / „Středohorský motoráček“ kamen in der Vergangenheit historische Triebwagen verschiedener Baureihen zum Einsatz. Neben Fahrzeugen der ČSD-Baureihe M 131.1 (ČD 801) der Museumsbahn Zubrnice verkehrten auch Triebwagen der ČSD-Baureihen M 240.0 (ČD 820) und M 286.0 (ČD 850). AŽD nutzte Triebwagen der Baureihe 810, die von der Železnice Desná stammen.
AŽD setzt seit Dezember 2019 vier gebrauchte, niederflurige Triebwagen des Typs Regiosprinter ein, die vom deutschen Eisenbahnverkehrsunternehmen Rurtalbahn stammen. Die Fahrzeuge erhielten bei CZ LOKO in Česká Třebová eine grundlegende Modernisierung und die technischen Einrichtungen für den autonomen Betrieb.